# Friedrich Karl von Erlach
Friedrich Karl von Erlach, né en 1769 à Quedlinbourg et mort en 1852 à Mannheim, est l'auteur de l'ouvrage Die Volkslieder der Deutschen sur la musique allemande traditionnelle.